# Coenonympha caucasica
Coenonympha caucasica är en fjärilsart som beskrevs av Jachontov 1914. Coenonympha caucasica ingår i släktet Coenonympha och familjen praktfjärilar. Inga underarter finns listade i Catalogue of Life.